# William Herrmann
William Herrmann (Dallas, Estados Unidos, 11 de enero de 1912-6 de octubre de 2003) fue un gimnasta artístico estadounidense, medallista de bronce olímpico en Los Ángeles 1932 en la prueba de volteretas.

## Carrera deportiva
En las Olimpiadas de Los Ángeles 1932 ganó la medalla de bronce en la prueba de las volteretas, quedando situado en el podio tras sus compatriotas Rowland Wolfe y Edwin Gross.